# لونج زوين
لونج زوين (بالإنجليزية: Long Xuyên)‏ هي، تتبع مقاطعة آن جيانج، بلغ عدد سكانها 40000 نسمة، تبلغ مساحتها 106.87 كيلومتر مربع.

## توأمة
للونج زوين اتفاقيات توأمة مع:
- شيانغتان (18 مايو 2011 - )

## أعلام
- تون دوك تانغ